# 阿爾德里奇 (阿拉巴馬州)
阿爾德里奇（英語：Aldridge）是位於美國阿拉巴馬州沃克縣的一個非建制地區。該地的面積和人口皆未知。

## 地理
阿爾德里奇的座標為33°42′25″N 87°14′31″W / 33.70694°N 87.24194°W，而該地的平均海拔高度為136米（即446英尺）。